# (30526) 2001 NC2
2001 أن سي 2 (ويعرف أيضًا باسم (30526) 2001 أن سي 2 وفق تسمية الكوكب الصغير) (بالإنجليزية: 2001 NC2)‏ هو كويكب ضمن حزام الكويكبات؛ وترتيبه 30526 من حيث الاكتشاف.
اكتُشف هذا الجُرم الفلكي بواسطة جون بروفتون في 13 يوليو 2001.

## وصلات خارجية
- (30526) 2001 NC2 في قاعدة بيانات مختبر الدفع النفاث لأجرام النظام الشمسي الصغيرة

- الاكتشاف · مخطط المدار ·  العناصر المدارية · المعلمات المادية

- (30526) 2001 NC2 على موقع ويكي سكاي: DSS2, SDSS, GALEX, IRAS, Hydrogen α, X-Ray, Astrophoto, Sky Map, Articles and images